# Hank Azaria
Hank Azaria, właśc. Henry Albert Azaria (ur. 25 kwietnia 1964 w Nowym Jorku) – amerykański aktor, czterokrotny laureat Nagrody Emmy, w tym trzykrotnie za dubbing do serialu animowanego Simpsonowie. Znany m.in. jako Gargamel z filmów o Smerfach.

## Życiorys

### Wczesne lata
Urodził się w nowojorskim Forest Hills jako syn Alberta. Uczęszczał do Kew-Forest School Forest Hills. Dorastał ze starszą siostrą Stephanie. W latach 1981–1985 studiował na wydziale dramatu w Tufts University w Medford w Massachusetts, ale nie otrzymał tytułu Bachelor of Fine Arts aż ukończył dwa kursy w Los Angeles w 1987 roku.

## Ważniejsze nagrody
| Rok  | Nagroda                               | Kategoria                                             | Film              |
| ---- | ------------------------------------- | ----------------------------------------------------- | ----------------- |
| 1997 | Nagroda Gildii Aktorów Filmowych 1997 | Najlepsza obsada filmowa                              | Klatka dla ptaków |
| 1998 | Nagroda Emmy                          | Najlepszy dubbing                                     | Simpsonowie       |
| 2000 | Nagroda Emmy                          | Najlepszy aktor drugoplanowy w miniserialu lub filmie | Wtorki z Morriem  |
| 2001 | Nagroda Emmy                          | Najlepszy dubbing                                     | Simpsonowie       |
| 2003 | Nagroda Emmy                          | Najlepszy dubbing                                     | Simpsonowie       |

## Filmy fabularne
- 1988: Nitti, prawa ręka Ala Capone (Frank Nitti: The Enforcer)
- 1990: Pretty Woman – policjant
- 1990: Cool Blue – Buzz
- 1993: Hollywood Dog – pies Hollywood (głos)
- 1994: Quiz Show – Albert Freedman
- 1995: Gorączka (Heat) – Alan Marciano
- 1995: Koniec niewinności (Now and Then) – Bud Kent
- 1996: Klatka dla ptaków (The Birdcage) – Agador Spartacus
- 1997: Anastazja (Anastasia) – Bartok (głos)
- 1997: Zabijanie na śniadanie (Grosse Pointe Blank) – Steven Lardner
- 1998: Celebrity – David
- 1998: Godzilla – Victor „Animal” Palotti
- 1998: Amatorzy w konopiach (Homegrown) – Carter
- 1998: Wielkie nadzieje (Great Expectations) – Walter Plane
- 1999: Wtorki z Morriem (Tuesdays with Morrie) – Mitch Albom
- 1999: Bartok wspaniały (Bartok the Magnificent) – Bartok (głos)
- 1999: Mystery, Alaska – Charles Danner
- 1999: Superbohaterowie (Mystery Men) – Niebieski Raja
- 1999: Cradle Will Rock – Marc Blitzstein
- 2000: Ocalić Nowy Jork (Fail Safe) – prof. Groeteschele
- 2000: C-Scam
- 2001: Powstanie (Uprising) – Mordechaj Anielewicz
- 2001: Ulubieńcy Ameryki (America’s Sweethearts) – Hector Gorgonzolas
- 2002: Szczekać na świat (Bark!) – Sam
- 2003: Pierwsza strona (Shattered Glass) – Michael Kelly
- 2004: Zabawy z piłką (Dodgeball: A True Underdog Story) – młody Patches O’Houlihan
- 2004: Eulogy – Daniel Collins
- 2004: Nadchodzi Polly (Along Came Polly) – Claude
- 2004: Nobody’s Perfect – Ray
- 2007: Gazu, mięczaku, gazu! – Whit
- 2007: Simpsonowie: Wersja kinowa (The Simpsons Movie) – prof. Frink, Moe[7]
- 2007: The Grand – Mike „Rower” Heslov
- 2009: Rok pierwszy (Year One) – Abraham
- 2009: Noc w muzeum 2[8] – Kahmunrah, Myśliciel, Abe Lincoln
- 2010: Miłość i inne używki (Love and Other Drugs) – Dr Stan Knight
- 2011: Smerfy (Smurfs) − Gargamel
- 2013: Królowa XXX (Lovelace) – Gerard Damiano
- 2013: Smerfy 2 (Smurfs 2) − Gargamel (głos)

## Seriale
- 1988: Family Ties – Joe (1 odc.)
- 1989: Dzieciaki, kłopoty i my (Growing Pains) – Steve Stevenson (1 odc.)
- 1989–nadal: Simpsonowie – prof. Frink, Apu, komendant Wiggum, Moe Szyslak (głos)
- 1990: Babes – Tony (1 odc.)
- 1990: Bajer z Bel-Air (The Fresh Prince of Bel-Air) – policjant (1 odc.)
- 1994: Beethoven – pudel Killer (głos)
- 1991–1994: Herman’s Head – Jay Nichols (70 odc.)
- 1995–1999: Szaleję za tobą (Mad About You) – Nat Ostertag (14 odc.)
- 1998: Zestresowany Eryk (Stressed Eric) – Eric Feeble
- 2001: Futurama – Harold Zoid (1 odc.)
- 2002: Imagine That – John Miller (6 odc.)
- 2004–2006: Huff – dr Craig „Huff” Huffstodt (24 odc.)
- 2008: Independent Lens – Abbie Hoffman, Allen Ginsberg (1 odc.)
- 1994–1996: Spider-Man – Eddie Brock/Venom (głos, 8 odc.)
- 1994–2003: Przyjaciele (Friends) – David (5 odc.)
- 1995: If Not for You – Craig Schaeffer (8 odc.)
- 1995: Street Sharks (głos, 1 odc.)
- 1995: Opowieści z krypty (Tales from the Crypt) – Richard (1 odc.)